# Taxi Girl
Taxi Girl è un film di genere commedia sexy all'italiana del 1977 co-scritto e diretto da Michele Massimo Tarantini.

## Trama
La tassista Marcella, giovane ragazza dal carattere deciso con aspirazioni investigative, si caccia continuamente nei guai per inseguire improbabili casi, coinvolgendo il poliziotto Walter (suo spasimante), il poliziotto Isidoro (compagno di pattuglia di Walter) e il commissario Angelini. Inoltre deve liberarsi di un insistente corteggiatore, Ramon, che in un modo o nell'altro finisce sempre sulla sua strada ed è a sua volta inseguito da una gelosissima spasimante (in genere armata). Alla fine, Marcella ottiene la sua rivincita contribuendo a far catturare il contrabbandiere Adone Adonis, un ricercato appena rientrato in Italia. Dapprima Adonis tenta la fuga inseguito da Marcella e soci, passando per mezza Roma, compresi gli studi cinematografici De Paolis dove si sta girando un film western; il tutto seguito dalla centrale di polizia dove una troupe televisiva che aveva ottenuto il permesso di fare un servizio fa una telecronaca minuto per minuto dell'inseguimento.